# (27340) 2000 CH97
2000 سي إتش 97 (ويعرف أيضًا باسم (27340) 2000 سي إتش 97 وفق تسمية الكوكب الصغير) (بالإنجليزية: 2000 CH97)‏ هو كويكب ضمن حزام الكويكبات؛ وترتيبه 27340 من حيث الاكتشاف.
اكتُشف هذا الجُرم الفلكي بواسطة James M. Roe ‏ في 12 فبراير 2000.

## وصلات خارجية
- (27340) 2000 CH97 في قاعدة بيانات مختبر الدفع النفاث لأجرام النظام الشمسي الصغيرة

- الاكتشاف · مخطط المدار ·  العناصر المدارية · المعلمات المادية

- (27340) 2000 CH97 على موقع ويكي سكاي: DSS2, SDSS, GALEX, IRAS, Hydrogen α, X-Ray, Astrophoto, Sky Map, Articles and images